# Shintoku空想の森映画祭
Shintoku空想の森映画祭（しんとくくうそうのもりえいがさい、Shintoku kuusounomori film festival）は、北海道上川郡新得町で主に9月に行われている映画祭。

## 概説
映画祭初期のテーマは「自然、衣・食・住」とし、それに関連した作品を多く上映した。近年は戦争や戦争によって生じた事象を取り上げたドキュメンタリー映画を多く上映。

## 略史
- 1996年、三重県出身のドキュメンタリー映画監督藤本幸久が開催。
- 2008年、映画祭スタッフの田代陽子初監督作品空想の森公開。
- 2010年、テーマを「マイノリティ」（社会的少数者）と据え、アイヌ民族・セクシャルマイノリティーに関する映画も上映。新たな試みとして通信衛星を利用したブロードバンド接続サービスipstarの提供を札幌市のコアテック社より受け、会場の新内ホール前に120cmの専用パラボラアンテナを設置し、ブロードバンドならではのUstreamへの会場内・映画監督舞台挨拶の動画配信、Skypeを利用した遠隔での映画出演者舞台挨拶を実現した。